# Sadullah Acele
Sadullah Acele (* 11. Juli 1954 in Çubuk) ist ein ehemaliger türkischer Fußballspieler und -trainer. Aufgrund seiner langjährigen Tätigkeiten für Göztepe Izmir wird er mit diesem Verein assoziiert. Besonders durch seine Leistungen in der Spielzeit 1977/78 wird er auf Fan- und Vereinsseite als einer der bedeutendsten Spieler der Vereinsgeschichte aufgefasst. In der erwähnten Saison bildete er mit İrfan Ertürk (Rechtsaußen) und Doğan Küçükduru (Linksaußen) ein sehr erfolgreiches Sturmtrio. Dieses Trio trug dazu bei, dass der Verein mit 67 Toren den Torrekord einer Mannschaft der zweithöchsten Spielklasse neu aufstellte. Das Sturmtrio Doğan-Sadullah-İrfan war derart erfolgreich, dass die Fans den Fangesang in Reimform Doğan, İrfan, ortala, bombala Sado bombala! (sinngemäß zu dt.: Doğan und İrfan flankt ein und Sado (Sadullah) schießt ihn ein!) für sie komponierten und ihn heute noch bei Heimspielen singen. Während seiner Spielerzeit war er auch unter den Spitznamen Imparator oder Sado bekannt.

## Spielerkarriere

### Verein
Acele startete seine Fußballkarriere 1970 bei Çubukspor, dem damaligen Amateurklub und erfolgreichsten Sportverein seiner Heimatstadt Çubuk. Mit diesem Verein spielte er in den Amateurligen der Provinz Ankara, der Çubuk zugeordnet war. Hier erreichte er mit seinem Team in der Saison 1972/73 erst die Meisterschaft der 3. Amatör Küme Ankara und damit den Aufstieg in die 2. Amatör Küme Ankara und eine Saison später die Meisterschaft der 2. Amatör Küme Ankara und damit den Aufstieg in die 1. Amatör Küme Ankara. Acele profilierte sich während dieser Zeit als wichtigster Leistungsträger seiner Mannschaft und empfahl sich den türkischen Profivereinen.
Schließlich wechselte er im Sommer 1974 zum Erstligisten Boluspor. Dieser Verein hatte in der vergangenen Saison, in der Saison 1973/74, lange Zeit um die Meisterschaft mitgespielt, die Saison auf dem 3. Tabellenplatz beendet und damit die bis heute gültige beste Erstligaplatzierung erreicht. Bei diesem Verein etablierte er sich trotz seines jungen Alters als Leistungsträger und wurde in der ersten Saison mit 7 Toren zusammen mit Rıdvan Ertan der beste Torschütze seines Vereins. In der nächsten Saison konnte er diesen Einstand nicht wiederholen und beendete die Saison mit lediglich 3 Toren in 31 Spielen.
Nachdem er bei Boluspor die Spielzeit 1976/77 mit lediglich sechs Pflichtspieleinsätzen ohne Torerfolg beendet hatte, wechselte er im Sommer 1977 zu ägäischen Verein Göztepe Izmir. Dieser Verein war zum Sommer 1977 das erste Mal in seiner Vereinsgeschichte in die zweithöchste türkische Spielklasse, in die 2. Lig, abgestiegen. Um den sofortigen Wiederaufstieg zu gewährleisten, wurde ein schlagkräftiger Kader zusammengestellt. Zum Ende der Spielzeit 1977/78 erreichte man aufgrund des deutlich besseren Torverhältnisses gegenüber dem Tabellenzweiten Rizespor die Zweitligameisterschaft und damit den direkten Aufstieg in die 1. Lig. Dabei bildete Acele, auf der Position des Linksaußen, mit İrfan Ertürk (Rechtsaußen) und Doğan Küçükduru (Linksaußen) ein sehr erfolgreiches Sturmtrio. Unterstützt wurden sie vom Spielmacher Ali Çağlar. Die Mannschaft stellt mit 67 Ligatoren einen neuen Ligarekord, als die Mannschaft, die in einer Spielzeit die meisten Tore erzielte, auf. Die meisten dieser Treffer erzielte dabei das erwähnte Viergespann. Ali Çağlar wurde gar mit 17 Toren zusammen mit Raşit Çetiner von Kocaelispor Torschützenkönig der Liga. Das Sturmtrio Doğan-Sadullah-İrfan war derart erfolgreich, dass im Laufe der Saison die Fans den Fangesang in Reimform Doğan, İrfan, ortala, bombala Sado bombala! (sinngemäß zu dt.: Doğan und İrfan flankt ein und Sado (Koseform von Sadullah) schießt ihn ein!) für sie komponierten und ihn heute noch bei Heimspielen singen. In die 1. Lig aufgestiegen etablierte sich Acele auch in dieser Liga als erfolgreicher Torjäger. So beendete er die beiden Spielzeiten 1978/79 und 1979/80 mit jeweils 9 Toren, wurde damit der erfolgreichste Saisontorschütze seiner Mannschaft und einer der erfolgreichsten der Liga. Diese Leistungen führten dazu, dass er in der Saison 1978/79 erst zum türkischen U-21A-Nationalspieler wurde und schließlich in der Saison 1979/80 auch zum türkischen A-Nationalspieler wurde. Nach zwei Erstligajahren stieg Göztepe wieder in die Zweitklassigkeit ab. Daraufhin hielt Acele trotz Angebote seinem Verein die treue und ging mit diesem in die 2. Lig. Hier erreichte er mit seiner Mannschaft in der ersten Zweitligasaison, der 1980/81, erneut Zweitligameisterschaft und damit den direkten Aufstieg in die 1. Lig.
In die 1. Lig aufgestiegen, verfehlte Göztepe in der ersten Saison den Klassenerhalt und stieg zum Sommer 1983 wieder in die 2. Lig ab. Acele verließ dieses Mal mit dem Abstieg Göztepe und wurde stattdessen von Beşiktaş Istanbul verpflichtet. Mit diesem Klub gewann er den vorsaisonal gespielten Akıl Hastaları Vakfı Turnuvası. In der Liga und im Pokal konnte er sich gegenüber den anderen Offensivspielern wie Necdet Ergün, Ali Kemal Denizci, Bora Öztürk, Ziya Doğan nicht durchsetzen. Nach der enttäuschenden Saison bei Beşiktaş kehrte er bereits nach einer Saison zu Göztepe zurück. 
Für Göztepe spielte er bis zum Sommer 1990 in der 2. Lig und kehrte anschließend zu seinem Heimatverein Çubukspor zurück. Bei Çubukspor, welches in der Zwischenzeit in der Türkiye 3. Futbol Ligi, der dritthöchsten türkischen Spielklasse, am Wettbewerb teilnahm, spielte er bis zum Sommer 1993 und beendete anschließend seine Laufbahn.

### Nationalmannschaft
Aceles Karriere in der Nationalmannschaft begann 1978 mit einem Einsatz für die türkischen U-21-Nationalmannschaft. Bereits ein Jahr später wurde er im Rahmen eines Qualifikationsspiels der Europameisterschaft 1980 gegen die Walisische Nationalmannschaft vom Nationaltrainer Sabri Kiraz zum ersten Mal für das Aufgebot der türkischen Nationalmannschaft nominiert und gab in dieser Partie sein A-Länderspieldebüt.
Insgesamt absolvierte er eine U-21- und vier A-Länderspiele.

## Trainerkarriere
Acele begann ein Jahr nach seiner Fußballspielerkarriere als Trainer zu arbeiten. Seine Trainerlizenz erwarb er sich im Herbst 1990 im Anschluss eines Trainerseminars. Als erste Tätigkeit betreute er den Verein DHMİ SK. Anschließend begann er seinen Heimatverein Çubukspor zu betreuen und arbeitete für diesen in der Zeit 1996–2005 als Cheftrainer.
In der Spielzeit 2005/06 arbeitete er kurze Zeit als Cheftrainer von Göztepe Izmir und betreute in der Zeit 2006–2011 ein weiteres Mal seinen Heimatverein Çubukspor.
Nachdem er in der Saison 2011/12 bei Ankara Adliyespor als Nachwuchstrainer gearbeitet hatte, begann er ab Sommer 2012 bei diesem Verein als Cheftrainer zu arbeiten. Zum Saisonende führte er den Verein zur Meisterschaft der Bölgesel Amatör Lig, der höchsten türkischen Amateurliga, und damit zum Aufstieg in die TFF 3. Lig, der vierthöchsten türkischen Profiliga. In der 3. Lig betreute er diesen Verein bis zum Oktober 2013. Von Juni 2014 bis zum April 2015 arbeitete er erneut als Cheftrainer bei Adliyespor.

## Erfolge

### Als Spieler
Mit Çubukspor
- Meister der 3. Amatör Küme Ankara und Aufstieg in die 2. Amatör Küme Ankara: 1972/73
- Meister der 2. Amatör Küme Ankara und Aufstieg in die 1. Amatör Küme Ankara: 1973/74

Mit Göztepe Izmir
- Meister der TFF 1. Lig und Aufstieg in die Süper Lig: 1977/78, 1980/81

Mit Beşiktaş Istanbul
- Sieger im Akıl Hastaları Vakfı Turnuvası: 1959/60

### Als Trainer
- Meister der Bölgesel Amatör Lig und Aufstieg in die TFF 3. Lig: 2012/13